# Selet (Gideå socken, Ångermanland)
Selet är en sjö i Örnsköldsviks kommun i Ångermanland och ingår i Husåns huvudavrinningsområde. Sjön har en area på 0,0976 kvadratkilometer och ligger 118 meter över havet. Sjön avvattnas av vattendraget Husån.

## Delavrinningsområde
Selet ingår i det delavrinningsområde (705575-166112) som SMHI kallar för Ovan Hattsjöån. Medelhöjden är 153 meter över havet och ytan är 1,68 kvadratkilometer. Räknas de 52 avrinningsområdena uppströms in blir den ackumulerade arean 303,56 kvadratkilometer. Avrinningsområdets utflöde Husån mynnar i havet. Avrinningsområdet består mestadels av skog (60 procent), öppen mark (13 procent) och jordbruk (15 procent). Avrinningsområdet har 0,09 kvadratkilometer vattenytor vilket ger det en sjöprocent på 5,6 procent.